# Мосс, Ник
Ник Мосс (англ. Nick Moss; 15 декабря 1969 года, Чикаго, Иллинойс, США) — американский блюзовый певец, гитарист, харпер, автор песен, продюсер. Сам и со своей группой лауреат Blues Music Awards в номинациях «Исполнитель современного блюза» (2019), «Группа года» (2020, 2024), «Песня года» (2020), «Альбом традиционного блюза» (2020); номинант Blues Music Awards в категориях «Лучший дебют» (2003), «Группа года» (2007—2011, 2017—2019, 2025), «Песня года» (2024), «Альбом года» (2006—2008, 2017, 2019, 2024), «Альбом традиционного блюза» (2006, 2007, 2019, 2024), «Альбом современного блюза» (2004, 2017), «Альбом блюз-рока» (2011, 2013, 2015),  «Исполнитель современного блюза» (2011), «Исполнитель традиционного блюза» (2014), «Блюзовый гитарист» (2007, 2008) . Муж Кейт Мосс, дизайнера и художника, авторству которой принадлежат около ста конвертов альбомов блюзовых музыкантов .

## Биография
Ник Мосс родился в Чикаго в 1969 году. С раннего детства он вместе с братом слушал обширную коллекцию пластинок родителей, как сам Мосс вспоминал первый момент когда его поразила музыка был у него в пять лет, когда мать включила на полную громкость альбом Би Би Кинга Indianola Mississippi Seeds: «Помню, как я замер на месте, когда BB взял ноту на гитаре, а затем сразу после этого спел фальцетом. Я просто помню, как смотрел на колонку и чувствовал этот электрический треск в теле. Как будто я не слышал его, я его чувствовал. Я буквально почувствовал, как меня ударила молния» /. 
В старшей школе был подающим надежды борцом (чемпионом штата ) и игроком в американский футбол, но генетическое заболевание почек, повлекшее необходимость операции в 1988 году, поставило крест на спортивной карьере . Его старший брат к тому времени присоединился в качестве бас-гитариста к группе поддержки блюзмена Бадди Скотта, и Ник Мосс ходил в клубы на его выступления и сам осваивал бас-гитару, вскоре тоже став играть в группе. Затем он стал играть в группе поддержки Джимми Доукинза, и был там в течение полугода, но как вспоминал сам Мосс, он не был достаточно подготовлен профессионально. В 1990 году присоединился к группе Legendary Blues Band, которую создали бывшие участники группы Мадди Уотерса: Вилли Смит, Пайнтоп Перкинс, Кэлвин Джонс и Джерри Портной. Кэлвин Джонс неожиданно уехал в Миссисипи, и группа осталась без бас-гитариста, поэтому Смит взял на Мосса на гастроли. Он остался в группе почти на четыре года, записался как бас-гитарист на последнем альбоме группы Money Talks. Вилли Смит предложил Моссу перейти на соло-гитару, и он провёл в группе последние два года до её распада уже как соло-гитарист . С 1993 года Мосс играл в  составе группы Джимми Роджерса почти до его смерти, а затем начал сольную карьеру, создав группу Nick Moss and the Flip Tops, а также собственный лейбл звукозаписи Blue Bella Records.
Дебютный альбом First Offense, записанный с участием Линвуда Слима группа выпустила в 1998 году. Со следующим альбомом Got a New Plan, увидевшим свет в 2001 году, группа была в 2003 году номинирована на Blues Music Awards в номинации «Лучший дебют». После этого популярность группы (переименованной в 2008 году в Nick Moss Band) только росла. В состав группы в то или иное время входили такие известные музыканты, как Льюри Белл, Кёртис Сальгадо, Боб Строджер, Энсон Фандерберг, Чак Баррелхаус, Майк Ледбеттер .
До 2016 года Ник Мосс выпускал альбомы только на своём лейбле, два из них были его сольными:Privileged (2010) и Here I Am (2011). Это было время увлечения Ника Мосса блюз-роком, оба эти альбома и альбом Time Ain't Free, записанный группой, претендовали на звание лучшего альбома блюз-рока Blues Music Awards. В 2017 году Мосс подписал контракт с влиятельной Alligator Records и стал записываться с Деннисом Грюнлингом В 2020 году, после многочисленных номинаций, группа была признана лучшей группой года Blues Music Awards, альбом 2019 года Lucky Guy! был признан лучшим альбомом года традиционного блюза, а одноимённая песня с него — лучшей песней года. Альбом вошёл в десятку лучших альбомов 2019 года по версии Living Blues Radio Chart. В международных блюзовых чартах альбом достиг первого места в Австралии, третьего во Франции и седьмого в Великобритании . 
Ник Мосс выступал по всему миру, записывался как сайдмен с такими музыкантами, как Биг Билл Морганфилд, Монстр Майк Уэлш, Magic Slim and the Teardrops, Майк Зито, Джо Луис Уокер. 
Обладатель премий Blues Blast Award 2010 года за лучшую современную блюзовую запись Privileged и 2009 года как лучшая группа года. 
«У Мосса авторитарный, агрессивный стиль игры на гитаре, но его манера игры скромна» .
«Мосс ясно дает понять, что в дополнение к его непревзойденной работе на гитаре и проникновенному голосу, он также является удостоенным наград автором песен с редкой способностью, подобной Вилли Диксону, писать и петь честную правду блюза» .
«Гитарист Ник Мосс зарекомендовал себя, выступая в городских блюзовых клубах под руководством некоторых из величайших светил блюза. Его зажигательная игра на ладах, хриплый, проникновенный вокал и запоминающиеся авторские песни ставят его в отдельную лигу» . 

## Дискография
- First Offense (Blue Bella Records, 1998; переиздан в 2003)
- Got a New Plan (Blue Bella Records, 2001)
- Count Your Blessings (Blue Bella Records, 2003)
- Sadie Mae (Blue Bella Records, 2005)
- Live at Chan's (Blue Bella Records, 2006)
- Play It 'Til Tomorrow (Blue Bella Records, 2007)
- Live at Chan's, Combo Platter No. 2 (2009)
- Privileged (Blue Bella Records, 2010)
- Here I Am (Blue Bella Records, 2011)
- Time Ain't Free (Blue Bella Records, 2014)
- Live & Luscious (Blue Bella Records, 2015)
- From the Root to the Fruit (Blue Bella Records, 2016)
- The High Cost of Low Living (с Деннисом Грюнлингом) (Alligator Records, 2018)
- Lucky Guy! (с Деннисом Грюнлингом) (Alligator, 2019)
- Get Your Back Into It! (с Деннисом Грюнлингом) (Alligator, 2023)